# Gare de Gourgé
La gare de Gourgé est une gare ferroviaire française, fermée, de la ligne de Chartres à Bordeaux-Saint-Jean. Elle est située au lieu-dit La Gare, à environ 3 kilomètres à l'ouest du bourg centre de la commune de Gourgé dans le département des Deux-Sèvres, en région Nouvelle-Aquitaine.
Elle est mise en service en 1882 par l'Administration des chemins de fer de l'État. Elle est fermée au service des voyageurs en 1980 et en décembre 2015, a lieu la fermeture de la section de Saint-Varent et de Parthenay.

## Situation ferroviaire
Établie à 143 mètres d'altitude, la gare de Gourgé est située au point kilométrique (PK) 360,005 de la ligne de Chartres à Bordeaux-Saint-Jean, entre les gares de Saint-Loup-Lamairé et de Parthenay. Elle est comprise dans la section de ligne, entre les gares de Saint-Varent et de Parthenay, fermée à toutes circulations.

## Histoire
Pour atteindre la station de Gourgé les trains doivent affronter une rampe de 11 ‰, elle est mise en service le 16 octobre 1882 par l'Administration des chemins de fer de l'État, lorsqu'elle ouvre à l'exploitation sa ligne de Niort à Montreuil-Bellay..
Le courrier du matin en provenance de Paris est, depuis le 1er octobre 1883, distribué le soir sur la commune après avoir été déposé à la gare par un nouveau train circulant de Thouars à Niort.
À partir de 1939, la ligne n'a plus que des circulations locales, la jeune Société nationale des chemins de fer français (SNCF) préférant faire circuler les trains grandes lignes sur le parcours électrifié de l'ex Compagnie du chemin de fer de Paris à Orléans (PO). En 1940, la halte est desservie par des trains omnibus et des autorails. La deuxième voie est déposée progressivement à partir de 1945. Sur la section Thouars Niort, le service ferroviaire voyageurs est fermé lors de la mise en place d'un transfert sur la route à la mise en place des horaires de l'hiver 1980. Depuis, seul des trains de fret circulent sur la ligne.
La ligne est fermée en décembre 2015, lors de la fermeture à toutes les circulations de la section de ligne entre les gares de Saint-Varent et de Parthenay.

## Patrimoine ferroviaire
Le bâtiment voyageurs d'origine avec sa halle à marchandises sont présents sur le site de la gare.